# Котул-Морий
Котул-Морий (рум. Cotul Morii) — село в Хынчештском районе Молдавии. Является административным центром коммуны Котул-Морий, включающей также село Саратены.

## География
Село расположено на высоте 24 метров над уровнем моря.

## Население
По данным переписи населения 2004 года, в селе Котул Морий проживает 1680 человек (845 мужчин, 835 женщин).
Этнический состав села:
| Национальность | Число жителей | Процентный состав |
| -------------- | ------------- | ----------------- |
| румыны         | 1165          | 69.35             |
| молдаване      | 504           | 30.0              |
| украинцы       | 4             | 0.24              |
| русские        | 3             | 0.18              |
| гагаузы        | 2             | 0.12              |
| болгары        | 2             | 0.12              |
| Всего          | 1680          | 100%              |